# 16-я Македонская ударная бригада
16-я Македонская ударная бригада (сербохорв. Шеснаеста македонска ударна бригада / Šesnaesta makedonska udarna brigada, макед. Шеснаесетта македонска ударна бригада) — воинское формирование Народно-освободительной армии Югославии, участвовавшее в Народно-освободительной войне на территории Вардарской Македонии.

## История
Образована 6 октября 1944 в деревне Кучевище (пригород Скопье). Сформирована из партизан 8-й Прешевской и 12-й Буяновской бригад, а также Скопьевского и Шарпланинского партизанских отрядов (120 человек). До середины декабря 1944 года в составе Кумановской дивизии вела бои против албанских баллистов в районе Чёрной горы близ Скопье. Дважды отбивала их атаки 8 и 11 октября. С 19 по 29 октября непрерывно атаковала немецкие войска на дороге Скопье — Качаник. С декабря 1944 года в составе 42-й Македонской дивизии воевала на Сремском фронте.

## Командование
- Глигорие Шаранович — командир (с 6 октября 1944)
- Велько Ивкович — командир (до 27 апреля 1945)
- Блажо Илинчич — командир (с 27 апреля 1945 до конца войны), заместитель командира (с 6 октября 1944)
- Стево Вуканович — политкомиссар (с 6 октября 1944)
- Светлозар Янкович — заместитель политкомиссара (с 6 октября 1944)
- Пётр Струин — начальник штаба (с 6 октября 1944)
- Георге Михайловский — начальник штаба (до марта 1945)
- Душан Илич — начальник штаба (с марта 1945 до конца войны)